# Ministero della difesa (Ucraina)
Il Ministero della difesa (in ucraino Міністерство оборони України?, Ministerstvo oborony Ukraïny) è un dicastero del governo ucraino responsabile della difesa nazionale e della gestione delle Forze armate.
L'attuale ministro è Rustem Umjerov, in carica dal 3 settembre 2023.

## Responsabilità
Il Ministero della difesa è responsabile per:
- il sostegno alle attività quotidiane delle forze armate
- la disponibilità per le missioni e la mobilitazione
- l'addestramento per compiere le missioni e l'assegnazione degli impieghi
- la formazione adeguata
- le forniture per armi e attrezzature militari
- il materiale, i finanziamenti e altre risorse in conformità con i requisiti
- il controllo sull'uso efficace di queste risorse
- lo sviluppo dell'interoperabilità con il potere esecutivo, le agenzie civili e i civili
- la cooperazione internazionale militare e tecnico-militare
- il controllo sulla conformità delle attività delle forze armate di fronte alla legge
- lo sviluppo delle condizioni per il controllo civile sulle forze armate

## Elenco dei ministri
| Ministro | Ministro                   | Partito | Mandato           | Mandato           |
| Ministro | Ministro                   | Partito | Inizio            | Fine              |
| -------- | -------------------------- | ------- | ----------------- | ----------------- |
|          | Kostjantyn Morozov (1944)  | Ind.    | 3 settembre 1991  | 4 ottobre 1993    |
|          | Ivan Bižan (1941)          | Ind.    | 4 ottobre 1993    | 8 ottobre 1993    |
|          | Vitalij Radec'kyj (1944)   | Ind.    | 8 ottobre 1993    | 25 agosto 1994    |
|          | Valerij Šmarov (1945-2018) | Ind.    | 25 agosto 1994    | 8 luglio 1996     |
|          | Oleksandr Kuz'muk (1954)   | Ind.    | 11 luglio 1996    | 24 ottobre 2001   |
|          | Volodymyr Škidčenko (1948) | Ind.    | 12 novembre 2001  | 25 giugno 2003    |
|          | Jevhen Marčuk (1941-2021)  | Ind.    | 25 giugno 2003    | 23 settembre 2004 |
|          | Oleksandr Kuz'muk (1954)   | PR      | 24 settembre 2004 | 3 febbraio 2005   |
|          | Anatolij Hryčenko (1957)   | Ind.    | 4 febbraio 2005   | 18 dicembre 2007  |
|          | Jurij Jechanurov (1948)    | NSNU    | 18 dicembre 2007  | 5 giugno 2009     |
|          | Valerij Ivaščenko (1956)   | Ind.    | 5 giugno 2009     | 11 marzo 2010     |
|          | Mychajlo Ježel' (1952)     | Ind.    | 11 marzo 2010     | 8 febbraio 2012   |
|          | Dmytro Salamatin (1965)    | PR      | 8 febbraio 2012   | 24 dicembre 2012  |
|          | Pavlo Lebedev (1962)       | PR      | 24 dicembre 2012  | 27 febbraio 2014  |
|          | Ihor Tenjuch (1958)        | Svoboda | 27 febbraio 2014  | 25 marzo 2014     |
|          | Mychajlo Koval' (1965)     | Ind.    | 25 marzo 2014     | 3 luglio 2014     |
|          | Valerij Heletej (1967)     | Ind.    | 3 luglio 2014     | 14 ottobre 2014   |
|          | Stepan Poltorak (1965)     | Ind.    | 14 ottobre 2014   | 29 agosto 2019    |
|          | Andrij Zahorodnjuk (1976)  | Ind.    | 29 agosto 2019    | 4 marzo 2020      |
|          | Andrij Taran (1955)        | Ind.    | 4 marzo 2020      | 3 novembre 2021   |
|          | Oleksij Reznikov (1966)    | Ind.    | 4 novembre 2021   | 3 settembre 2023  |
|          | Rustem Umjerov (1982)      | Holos   | 3 settembre 2023  |                   |